# Esquirol volador de peus grocs
L'esquirol volador de peus grocs (Trogopterus xanthipes) és una espècie de rosegador de la família dels esciúrids. És endèmic de la Xina, on viu a altituds d'entre 1.360 i 2.750 msnm. Es tracta d'un animal nocturn que s'alimenta principalment de fulles de roure. El seu hàbitat natural són els boscos temperats. Està amenaçat per la destrucció del seu entorn a causa de la tala d'arbres i l'expansió de les plantacions d'arbres, així com per la seva caça per a la medicina tradicional xinesa.